# Mcalpineïta
La mcalpineïta és un mineral de la classe dels sulfats. Cristal·litza en el sistema cúbic i la seva fórmula és: Cu₃(Te6+O₆) o Cu₃TeO₆·(H₂O). Va ser descobert l'any 1994 a la seva localitat tipus: mina McAlpine, Tuolumne, Califòrnia, EUA. Va ser anomenada així per la seva localitat tipus (mina McAlpine). Sovint presenta impureses de plom, níquel i silici.
Segons la classificació de Nickel-Strunz, la mcalpineïta pertany a «07.DE: Sulfats (selenats, etc.) amb anions addicionals, amb H₂O, amb cations de mida mitjana només; sense classificar» juntament amb els següents minerals: mangazeïta, carbonatocianotriquita, cianotriquita, schwertmannita, tlalocita, utahita, coquandita, osakaïta, wilcoxita, stanleyita, hidrobasaluminita, volaschioita, zaherita, lautenthalita i camerolaïta.